# Большевик (Воронежская область)
Большеви́к — посёлок в Новохопёрском районе Воронежской области России. Входит в состав городского поселения Новохопёрск.

## Население
| 2005 | 2010 |
| ---- | ---- |
| 203  | ↘171 |

## Уличная сеть
- ул. Лесная